# Ключевське (Іглінський район)
Ключе́вське (рос. Ключевское, башк. Ключевский) — присілок у складі Іглінського району Башкортостану, Росія. Входить до складу Тавтімановської сільської ради.
Населення — 90 осіб (2010; 94 в 2002).
Національний склад:
- росіяни — 49 %